# Clarias maclareni
Clarias maclareni é uma espécie de peixe da família Clariidae.
É endémica de Camarões.